# Mogons
Mogons ou Moguns était un dieu adoré en Grande-Bretagne romaine et en Gaule. Les principaux indices le concernant sont des autels consacrés au dieu par les soldats romains, or la divinité n'est pas une divinité indigène italique mais semble être celtique. Les orthographes d'inscription incluent Mogetios, Mogounos, Mogti, Mounti, Mogont, Mogunt. Tous ces mots ne sont pas nécessairement dans le cas nominatif. Par exemple, Mounti est un datif, probablement * Mogunti, issu d'un nominatif hypothétique, * Moguns, d'une racine latine rétro-formée, * Mogunt-.
Il semble être parfois, à l'époque gallo-romaine, également identifié tout à la fois avec Apollon et avec le dieu guérisseur celte Grannos, comme Apollin(i) Gran/no Mogouno.

## Étymologie
Étymologiquement, le nom peut être vu comme le mot anglais might (la force) personnifié. Il a été traduit par d'autres comme la grandeur ou le grand. Le fait que des soldats ordinaires l'aient adopté tend à favoriser une interprétation «puissante» ou «efficace» plutôt que l'autoglorification.

## Centres de culte
De nombreuses pierres d'autel dédiées à Mogons ont été retrouvées au Royaume-Uni, comme les pierres trouvées aux endroits suivants. Le numéro indiqué est le numéro de catalogue de l'artefact et le nom entre parenthèses est le mot tel qu'il apparaît sur la pierre, pas nécessairement (et probablement pas) dans le cas nominatif. La plupart sont des datifs, à traduire comme "au" dieu:
- Voreda (Ancien Penrith): 921 (Mogti), 922 (Mounti)
- Castra Exploratorum (Pays-Bas, Cumbria): 971 (Mogont Vitire)
- Habitancum (Risingham): 1225 (Mogonito, datif de * Mogonitus, adjectif formé de * Mogons), 1226 (Mouno, * Moguno, datif de * Mogunus)
- Bremenium (Haut Rochester dans le Northumberland): 1269 (Mountibus, * Moguntibus, pluriel datif de * Moguns)
- Vindolanda (Chesterholm): 1722d (Mogunti et Genio Loci).

La Mayence moderne tire son nom de Castrum Moguntiacum, une base romaine placée là. On suppose que Moguns lui a donné son nom. L'inscription à Habitancum identifie les troupes stationnées à cet endroit comme étant des Vangiones, des Gaesati et de la Rhétie; c'est-à-dire, de Germania Superior. Mayence se trouvait sur le territoire des Vangiones, qui étaient des Belgae. C'est aussi probablement le cas de la ville du Mans, de la rivière du Maine (affluent de la Loire) et de l'Île de Man (gentilé Manx). 
L'inscription Habitancum contient aussi l'expression "Deo Mogonito Cad..." avec les lettres qui suivent Cad manquant. Comme la région se situe dans le territoire de la tribu écossaise historique des Gadeni, centrée autour de Jedburgh (Jed probablement de Cad), le Cad est ici interprété parfois comme signifiant Cadeni. Une des spéculations existantes est que les Cadeni auraient été une section des Vangiones. D'autres font dériver Cadeni de Gaedhal ou Gael. Une troisième théorie existante fait dériver Cad de catu-, "bataille", dans le sens de "au dieu de la bataille, Mogon ...".
Considérant que les dieux adorés dans la future Alsace, alors habitat des Vangiones, étaient celtiques, comme Grannus, Moguns est actuellement considéré comme celtique. Le -uns en particulier est un suffixe spécifiquement celtique. Quant aux Gadeni historiques, leur origine exacte n'est pas connue. Ils pourraient être les restes des Vangiones ou peut-être d'autres indigènes. Peut-être que la découverte future d'inscriptions supplémentaires ou la publication future d'inscriptions déjà connues mais inédites apporteront un éclairage supplémentaire sur les Mogons.